# Комиссаровское техническое училище
Императорское Комиссаровское техническое училище — созданное в Москве в 1865 году техническое училище, подготовившее за время своей полувековой деятельности около 5000 механиков.

## История
В конце 1864 года среди членов 1-го Арбатского отделения Дамского попечительства о бедных в Москве возникла мысль основать при отделении двухгодичную школу для детей бедных родителей и сирот с обучением портняжному, сапожному и переплетному ремеслам. В сентябре 1865 года эта школа была основана инженером Христианом Христиановичем Мейеном на средства богатого железнодорожного предпринимателя Петра Ионовича Губонина. В 1865 году в открытую школу было принято девять учащихся с проживанием (пансионеров) и 23 приходящих учащихся. Для помещения школы был нанят небольшой дом в Трёхпрудном переулке.

Христиан Христианович Мейен

Название «Комиссаровское» учебное заведение получило спустя год. В 1866 году школе было присвоено имя шапочного мастера О. И. Комиссарова, спасшего императора Александра II при покушении на него Д. В. Каракозова 4 апреля 1866 года. В 1867 году по инициативе московских промышленников школа была реорганизована в ремесленную с трёхгодичным сроком подготовки мастеров по обработке металла и дерева применительно к железнодорожному делу. Первоначально преподававшиеся портняжное и переплётное ремёсла были заменены слесарным, токарным, кузнечным и столярным.
Через несколько лет ремесленная школа стала одним из лучших технических училищ России: в 1870 году она была преобразована в училище; число учащихся достигло 200 человек.
8 марта 1868 года при финансовой поддержке П. И. Губонина было приобретено для школы владение генерал-майорши М. В. Поляковой в Благовещенском переулке — д. № 1. Оно состояло из двухэтажного (низ каменный, верх деревянный) жилого дома и одноэтажного каменного флигеля, который для нужд школы был перестроен — расширен и надстроен вторым этажом. После переезда школы в новые здания в 1869 году, архитектором К. В. Гриневским был составлен проект расширения здания школы. К 1870 году территория школы была расширена на юго-запад и на северо-восток за счёт присоединения смежных владений по Благовещенскому переулку, что позволило спланировать пристройку для домовой церкви. В доработке проекта участвовал П. С. Кампиони, которому удалось создать монументальный выразительный образ храма за счёт сильно выступающих высоких апсид жертвенника, дьяконника и основного алтаря. Четырехскатную кровлю храма венчал глухой барабан с небольшой шлемовидной главкой, которая являлась зрительной доминантой всего архитектурного ансамбля. Церковь, построенная на средства П. И. Губонина, была освящена митрополитом Московским и Коломенским Иннокентием 26 августа 1871 года во имя святого благоверного князя Александра Невского.

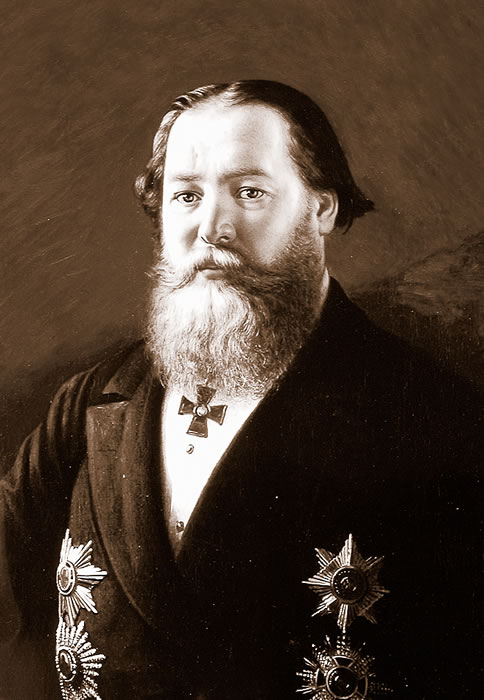
Петр Ионович Губонин

В 1868 году школа отправила восемь воспитанников на практику на берлинские заводы, а 15 человек — в мастерские российских железных дорог. Школе было разрешено и в последующие годы направлять на практику своих воспитанников за границу, однако, с 1873 года этой привилегией училище уже не пользовалось. Для практических занятий, на выкупленной у Новодевичьего монастыря огородной земле, примыкавшей с северо-запада к владению школы, П. И. Губонин и Х. Х. Мейен выстроили на свои средства учебно-механические мастерские. Вскоре к западу от владения Комиссаровской школы, на арендованных П. И. Губониным землях по обе стороны Большой Садовой улицы, вырос вагонный завод. Завод и мастерские школы были соединены конно-железным путём со Смоленской и Николаевской железными дорогами. Уже в 1869 году Комиссаровская школа приняла участие во Всероссийской мануфактурной выставке, на которую был представлен вагон для перевозки раненых, за что ей была присуждена бронзовая медаль.
Для улучшения финансового положения директор училища Х. Х. Мейен возбудил ходатайство о передаче его в ведение Министерства финансов. Это ходатайство было удовлетворено 4 августа 1873 года; училище было отделено от вагонного завода и стало получать ежегодную субсидию из государственного казначейства в сумме 16 тыс. рублей. В 1881 году оно поступило в подчинение Министерства народного просвещения.

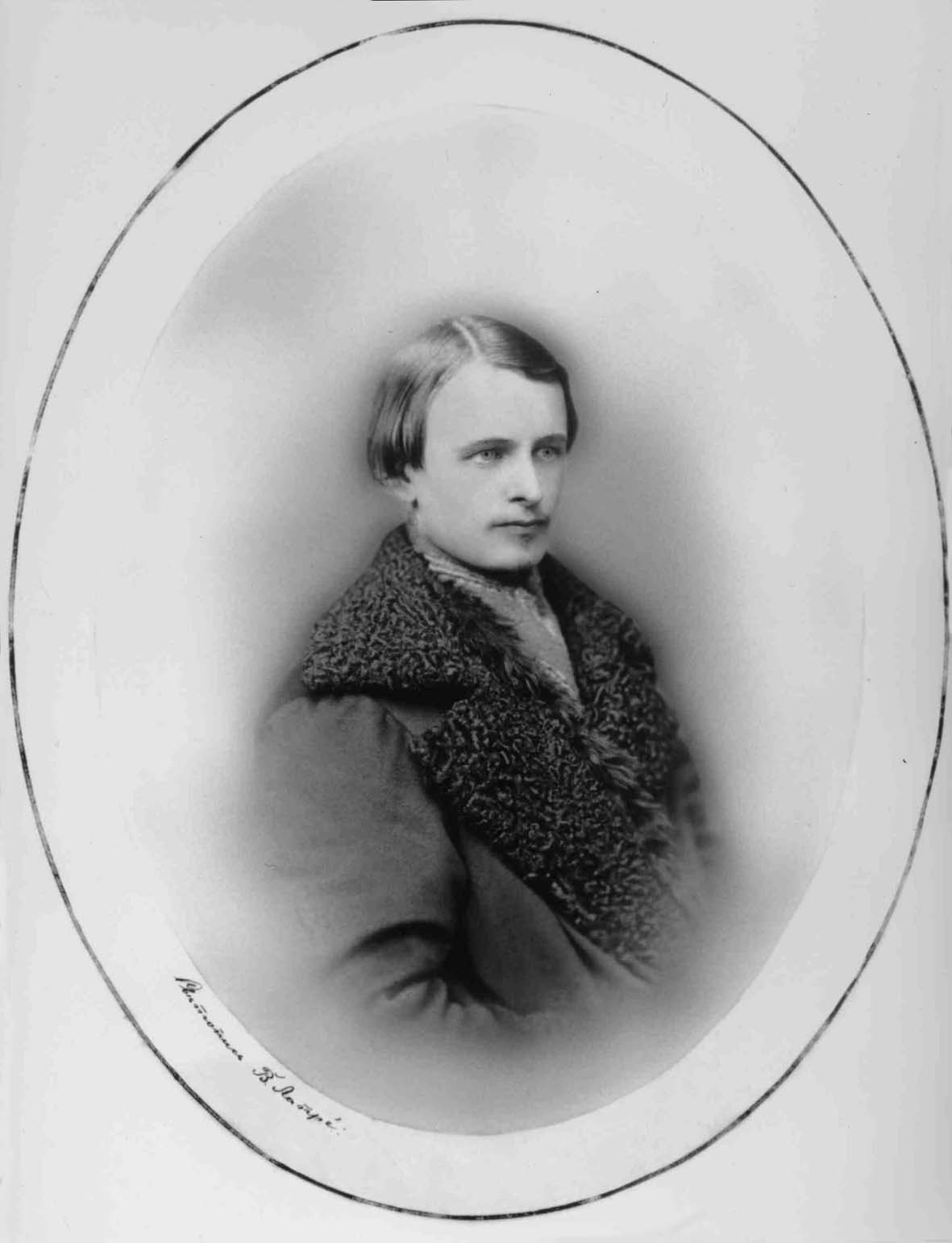
Осип Иванович Комиссаров

В 1876 году программы учебных предметов были пересмотрены и пополнены соответственно программами реальных училищ. По уставу 1878 года были введены счетоводство и понятия о строительных материалах, что сближало училище с открытым в том же году в Санкт-Петербурге ремесленным училищем цесаревича Николая. В соответствии с новым Уставом в первый класс поступали дети от 11 до 13 лет, «умевшие читать и писать и знавшие главнейшие молитвы и четыре действия из арифметики». Обучение велось пять лет и было направлено на подготовку мастеров для промышленных предприятий. Предметы обучения: Закон Божий, русский язык, история всеобщая и русская, естественная история, немецкий язык, арифметика, алгебра, геометрия, тригонометрия, начертательная геометрия, механика, физика, технология, чистописание, рисование и черчение. По окончании курса учащиеся могли переходить в особый практический класс для совершенствования в ремёслах. Окончившие училище получали звание мастера или подмастерья; звания мастера удостаивались выпускники после службы в технических или на промышленных предприятиях. Со дня создания училища и до начала 1874 года, то есть за семь лет его существования, в нём обучалось всего 412 человек, из которых наибольшая доля приходилась на разночинцев (33 %), мещан (20 %) и крестьян (10 %). Из этой численности учащихся было отчислено из училища только три человека. С 1875 по 1881 год численность учащихся составляла от 216 до 300 человек, в 1884 году — 387.
В 1886 году был введён новый устав, по которому курс учения стал семиклассным для получения учащимися среднего технического образования в области механики; учебные планы значительно расширены, как практические занятия в мастерских. Все преподаватели имели высшее образование. Численность учащихся в 1887 году составила 426 человек, в 1889 году — 433.
С 1865 по 1873 год директором был Христиан Христианович Мейен, основатель ремесленной школы. 16 августа 1873 года он заявил о своём желании сложить с себя обязанности директора училища, и в период с 1873 по 1875 год директором училища был Дмитрий Петрович Рашков, затем — действительный статский советник Иван Александрович фон Зенгбуш.

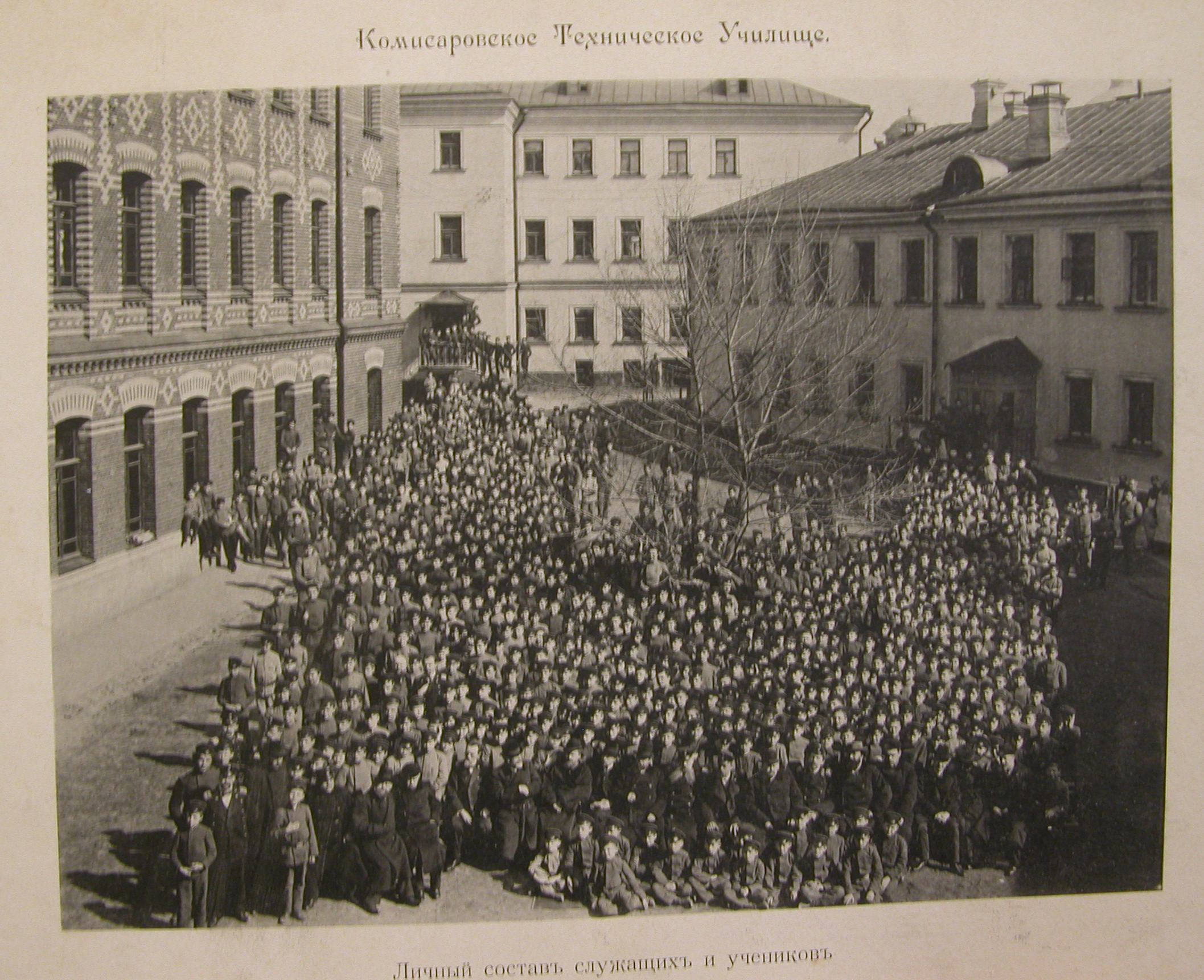
Комиссаровское техническое училище

В 1880—1900 годах в обновлении классного корпуса училища принимали участие архитекторы Н. А. Ипатьев и М. К. Геппенер; последний входил на правах члена-соревнователя в Попечительный совет училища.
В 1887 году территория Комиссаровского технического училища была расширена к западу за счёт приобретённой у Торгового дома «У. В. Гинзбург» земли с корпусами бывших учебно-механических мастерских и вагонного завода, вскоре снесёнными. В 1891—1892 годах по проекту М. К. Геппенера было возведено несколько учебных сооружений. Центральный трёхэтажный каменный учебный корпус был поставлен торцом к главному зданию училища, разделив внутреннее дворовое пространство на две части: юго-западную и северо-восточную. С северо-востока к корпусу было пристроено одноэтажное здание, к которой примыкал трёхэтажный каменный административный корпус, поставленный параллельно главному зданию училища, с квартирами директора и инспектора на верхнем этаже.
24 января 1893 года состоялось торжественное открытие новых зданий училища. Летом 1904 года центральный корпус был надстроен четвёртым этажом. К 1902 году училищу принадлежало 20 отдельных зданий; большая часть учебных корпусов сохранилась до настоящего времени. При Комисаровском училище в декабре 1911 года для факультетских занятий была открыта обсерватория, которой в 1912 году Министерство народного просвещения разрешило присвоить наименование «Астрономическая обсерватория имени Вячеслава Симфориановича Кохманского при Комисаровском техническом училище».

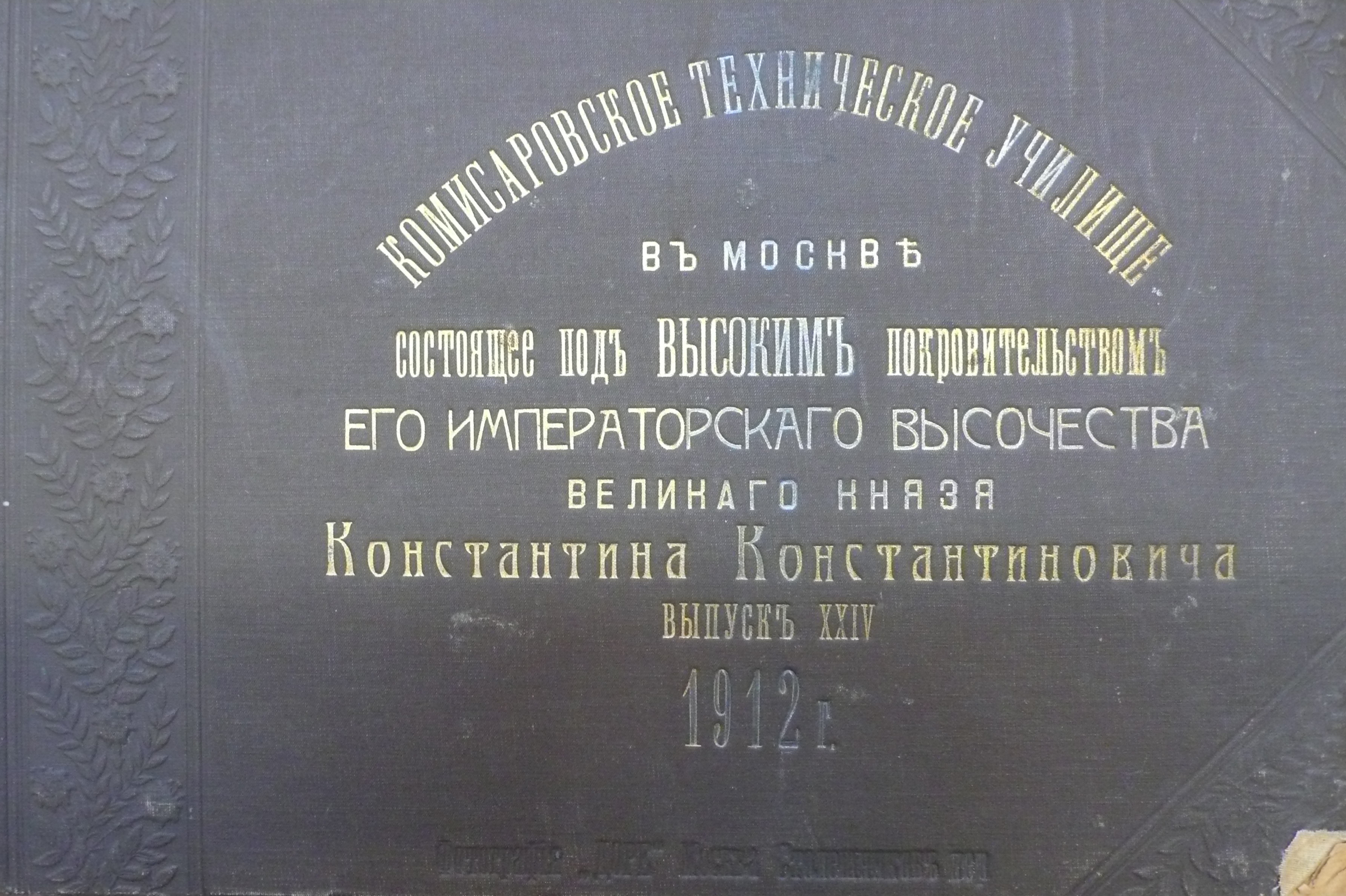
Обложка выпускного фотоальбома Комиссаровского технического училища 1912 года

В 1911 году в училище было 23 класса, в которых учились 924 человека. В училище преподавали видные педагоги и учёные: Х. Х. Мейн, А. О. Гунст, В. С. Кохманский, Н. И. Юденич (отец Н. Н. Юденича) и другие; законоучителем был известный московский протоиерей Василий Иванович Романовский (ум. 16.01.1895).
В училище учились В. В. Васильев, Б. В. Иогансон, В. Я. Климов, Н. П. Коломенский, В. В. Немоляев, П. А. Никитин, Д. А. Смирнов, Е. Г. Соколов, Л. А. Устругов, П. П. Фатеев, Б. Г. Шпитальный, М. М. Яншин и другие. В 1870-е годы на средства П. И. Губонина обучались 11 мальчиков из Черногории.
В 1916 году Комисаровскому училищу было присвоено звание Императорского, учреждён Знак об окончании Императорского Комиссаровского технического училища.
После Октябрьской революции 1917 года из училища была выделена отдельная часть как советская трудовая школа второй ступени (139-я школа), а училище Постановлением Коллегии отдела народного просвещения за № 902 от 26 августа 1919 года было преобразовано в 1-й Московский механико-электротехнический техникум имени М. В. Ломоносова (Ломоносовский техникум), с пятью отделениями: двигателей внутреннего сгорания, автомобильным, паротехническим, обработки металлов, электротехническим сильных токов. Техникум возглавил И. В. Грибов.
В 1930-е годы в зданиях бывшего училища размещались институты: Сельскохозяйственного машиностроения имени М. И. Калинина, Автомеханический институт имени Сталина, Автотракторный институт им. М. В. Ломоносова (будущий МАМИ), Машиностроительный институт имени И. И. Лепсе.

## Комплекс зданий училища

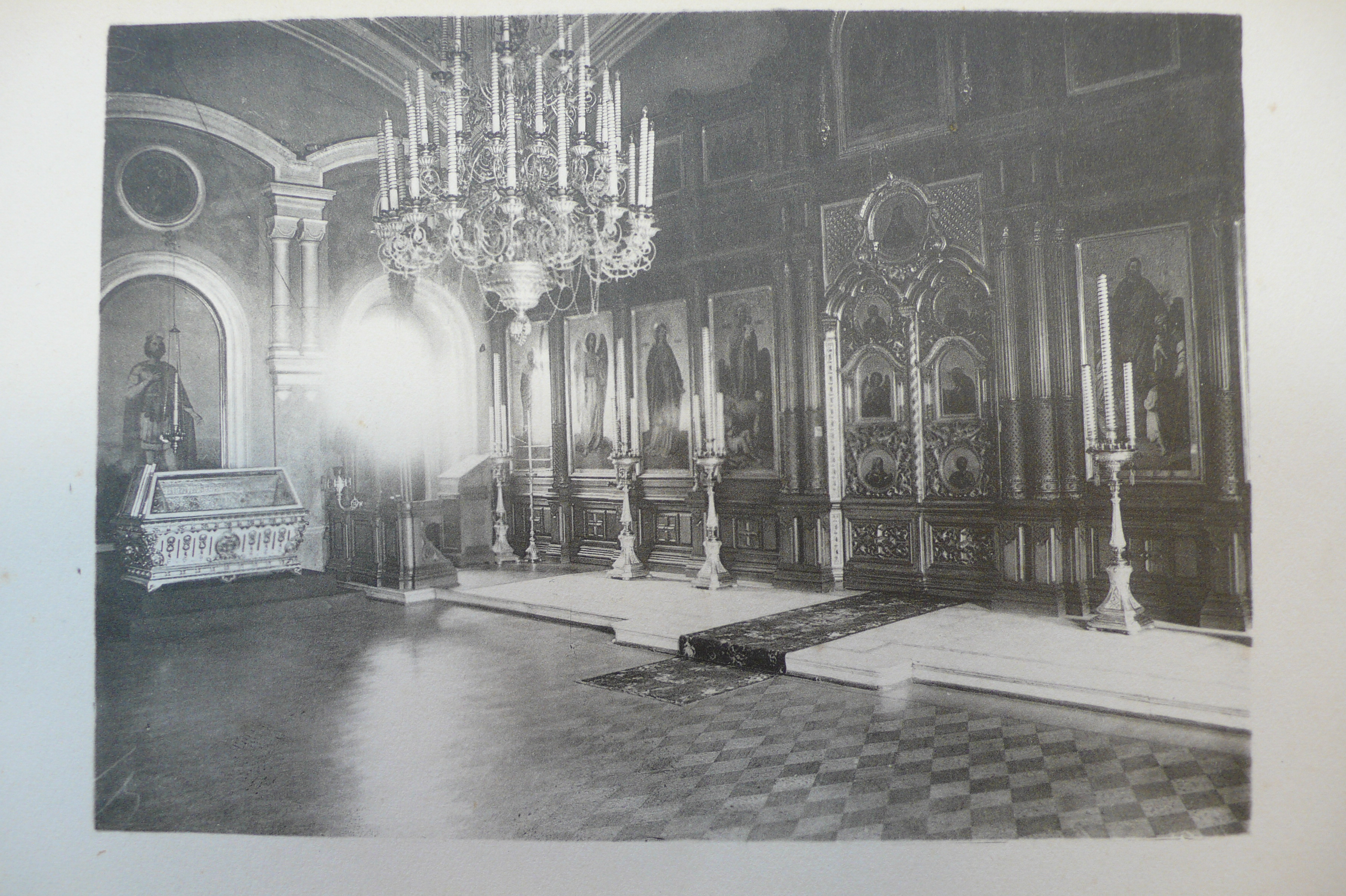
Храм Александра Невского 1912-й год

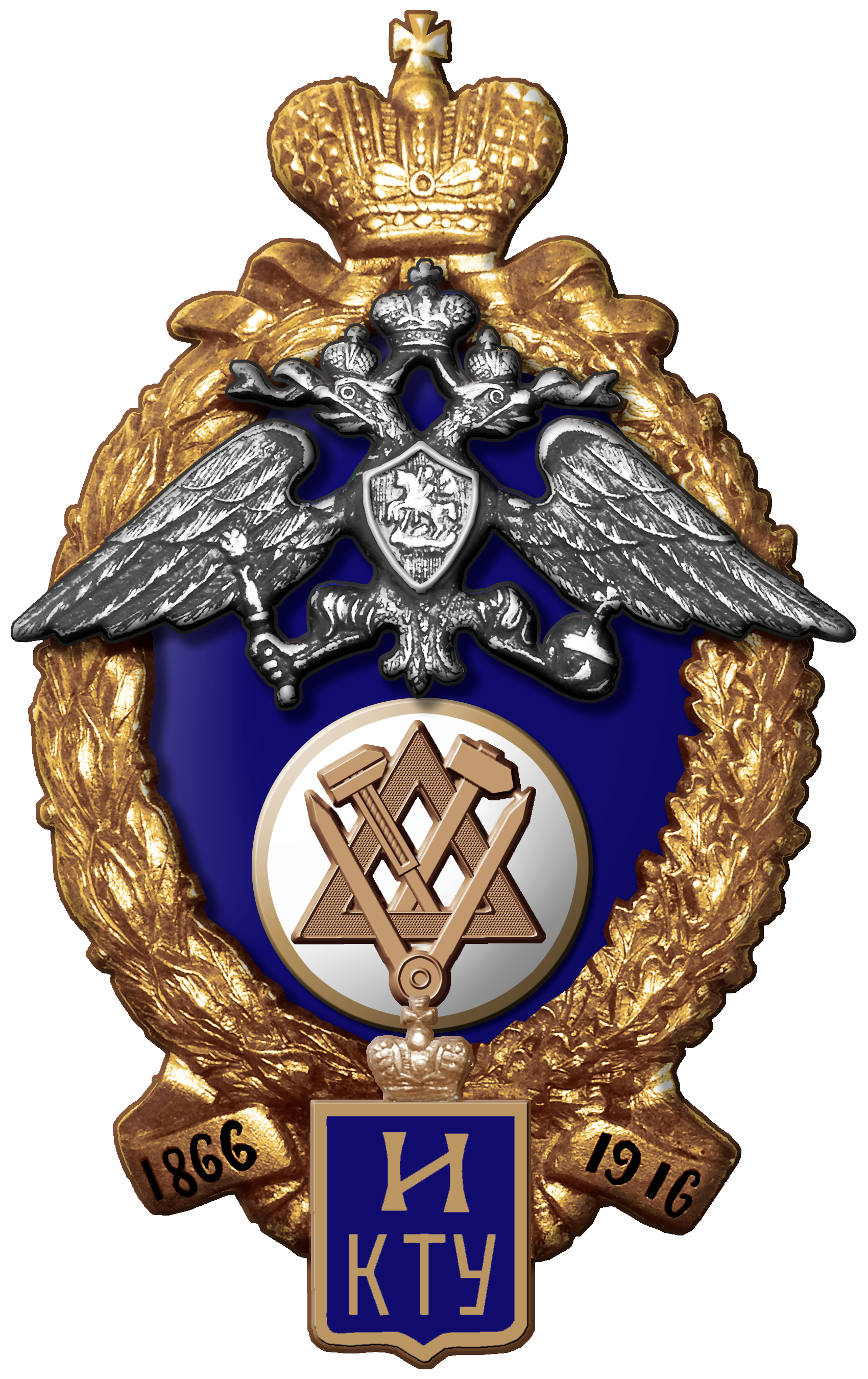
Знак об окончании Императорского Комиссаровского технического училища

Ансамбль зданий Комиссаровского технического училища занимал обширную территорию в квартале, ограниченном Благовещенским и Ермолаевским переулками и улицами Большой Садовой и Тверской. Он включал одиннадцать корпусов.
Центральную часть ансамбля занимал главный корпус, поставленный по красной линии Благовещенского переулка. Здание имело в центральной части два этажа с антресолями, обращёнными во двор, его боковые членения были повышены. Протяжённый вдоль линии Благовещенского переулка объём усложнён с восточной стороны тремя полукружиями апсид домового храма Св. Александра Невского; высокий четверик церкви завершался барабаном с главкой.
Западное членение главного корпуса было трёхэтажным. По центру к дворовому фасаду главного корпуса примыкало торцом четырёхэтажное здание центрального учебного корпуса. Оба корпуса соединял крытый переход по второму этажу. Центральный корпус соединялся крытым переходом с двухэтажным зданием учебных мастерских (с юго-запада) и одноэтажным каменным переходом, в котором был устроен гардероб, с административным трёхэтажным каменным корпусом (с северо-востока).
У южной границы владения на заднем дворе стояли одноэтажные каменные казармы служителей и каменный сарай. По линии Ермолаевского переулка и у пересечения его с Благовещенским находились два одноэтажных деревянных дома, занятые квартирами служащих. К северо-востоку от главного корпуса по линии Благовещенского переулка стояли двухэтажное деревянное здание больницы для воспитанников и трёхэтажный каменный с жилым подвалом дом, занятый квартирами служащих и служителей училища.
У боковой северо-восточной границы располагались каменные погреба и прачечная. На территории училища была оборудована большая спортивная площадка, на которой были размещены кегельбан, корт для лаун-тенниса, беговая и велосипедная дорожки, площадка для катка и другие спортивные сооружения.
В 2009 году комплекс зданий бывшего Комиссаровского ремесленного училища (Садовая Б. ул., д. 14, стр. 2 /часть/, стр. 4, стр. 3, стр. 6, стр. 8) был внесён в Реестр объектов культурного наследия регионального значения и принят под государственную охрану.
Интересно, что признание комплекса зданий памятником архитектуры породило некоторые юридические коллизии (расторжение инвест-контракта на реставрацию между городом и инвестором), в результате которых храм Александра Невского (единственный уцелевший из шестнадцати одноименных храмов в черте исторической Москвы) перешёл в частную собственность и не был передан РПЦ (как то предусматривал инвест-контракт).
Реставрационные работы в основном были закончены в 2012 году, но продолжались вплоть до 2015 года.
Ныне комплекс зданий бывшего училища после реставрации занимают Военно-политическая академия имени В. И. Ленина и коммерческие структуры. Храм Св. Александра Невского при бывшем Комиссаровском училище передан РПЦ, освящён 13.08.2015 году, и приходская жизнь храма была возрождена.